# Kye Rowles
Kye Francis Rowles (* 24. Juni 1998 in Kiama, New South Wales) ist ein australischer Fußballspieler, der bei D.C. United in der Major League Soccer unter Vertrag steht. Er war Teil des Olympiakaders der Olyroos bei den Olympischen Spielen 2020 in Tokio.

## Karriere

### Verein
Kye Rowles wurde in Kiama etwa 120 km südlich von Sydney im australischen Bundesstaat New South Wales geboren. Bis zum Jahr 2016 spielte Rowles Fußball am Australian Institute of Sport. Im Mai 2016 unterzeichnete Rowles seinen ersten Profivertrag bei Brisbane Roar. Nachdem er zunächst in der Jugend eingesetzt worden war, debütierte er am 25. Februar 2017 für die erste Mannschaft in der A League gegen Wellington Phoenix als Einwechselspieler. Drei Tage später gab er sein Startelfdebüt für Brisbane, als er bei einer Niederlage gegen Ulsan Hyundai in der AFC Champions League spielte.
Rowles wechselte im Juni 2017 zu den Central Coast Mariners. Er gab sein Debüt für die „Mariners“ am 18. November 2017 in der A-League gegen Adelaide United. Rowles erreichte mit den „Mariners“ im Jahr 2021 das Finale im australischen Pokal, ⁣⁣das mit 1:2 gegen Melbourne Victory verloren wurde. Gemeinsam mit Jake Brimmer wurde ihm die Mark Viduka-Medaille verliehen, womit er der erste Spieler wurde, der die Medaille gewann, während er für das unterlegene Team spielte.
Im Juni 2022 wechselte Rowles für eine nicht genannte Ablösesumme zum schottischen Erstligisten Heart of Midlothian und unterzeichnete einen Dreijahresvertrag.
Im Januar 2025 schloss sich Rowles für eine nicht genannte Ablösesumme und einem Zweijahresvertrag mit der Option auf ein weiteres Jahr D.C. United aus der US-amerikanischen Major League Soccer an.

### Nationalmannschaft
Kye Rowles nahm mit der australischen U-17-Nationalmannschaft im Jahr 2015 an der Weltmeisterschaft in Chile teil. Rowles kam in allen Partien zum Einsatz, darunter in der Gruppenphase gegen Deutschland, Mexiko und Argentinien. Im Achtelfinale schied Rowles mit seiner Mannschaft gegen den späteren Sieger Nigeria aus.
Im Jahr 2021 nahm Rowles mit der U23-Mannschaft am Fußballturnier der Olympischen Spiele in Tokio teil. Dabei kam er zweimal in der Vorrunde zum Einsatz, als er gegen Spanien und Ägypten auf dem Platz stand.
Rowles gab sein Socceroos-Debüt in der A-Nationalmannschaft am 1. Juni 2022 in einem Freundschaftsspiel gegen Jordanien und gewann mit 2:1. Sein zweites Länderspiel war das Play-off-Spiel für die Weltmeisterschaft 2022 gegen die Vereinigten Arabischen Emirate, ⁣⁣ das sechs Tage später mit dem gleichen Ergebnis endete. Später setzte sich Australien im entscheidenden Spiel ohne Einsatz von Rowles gegen Peru durch und qualifizierte sich für die Weltmeisterschaft. Ende 2022 nahm Rowles daraufhin mit der Mannschaft an der Weltmeisterschaft in Katar teil, bei der Australien im Achtelfinale gegen den späteren Weltmeister Argentinien ausschied, und bestritt dabei alle vier Turnierspiele über die volle Spielzeit.